# جوئل گافین
جوئل گافین (انگلیسی: Joel Goffin؛ زادهٔ ۷ دسامبر ۱۹۸۱) موسیقی‌دان، آهنگساز و تهیه‌کننده موسیقی اهل ایالات متحده آمریکا است. وی در سال ۲۰۱۱ برندهٔ جایزه فرهنگستان فیلم آفریقا شد.
از فیلم‌ها یا مجموعه‌های تلویزیونی که وی در آن‌ها نقش داشته‌است می‌توان به نوامبر سیاه اشاره نمود.